# Anthuan Maybank
Anthuan Maybank (ur. 30 grudnia 1969 w Georgetown) – amerykański lekkoatleta (sprinter), mistrz olimpijski z 1996.
Ukończył Georgetown High School, a następnie Uniwersytet Iowa.
Zwyciężył w biegu na 200 metrów oraz w sztafecie 4 × 400 metrów na letniej uniwersjadzie w 1995 w Fukuoce.
Na igrzyskach olimpijskich w 1996 w Atlancie zdobył złoty medal w sztafecie 4 × 400 metrów, która biegła w składzie: LaMont Smith, Alvin Harrison, Derek Mills i Maybank na ostatniej zmianie. Nie wystąpił w indywidualnym biegu na 400 metrów. 
Zajął 2. miejsce w biegu na 400 metrów w Finale Grand Prix IAAF w 1996 w Mediolanie.
Rekordy życiowe Anthuana Maybanka:
| Konkurencja        | Data i miejsce               | Wynik |
| ------------------ | ---------------------------- | ----- |
| bieg na 100 metrów | 3 kwietnia 1993, Fresno      | 10,47 |
| bieg na 200 metrów | 10 sierpnia 1996, Monako     | 20,41 |
| bieg na 300 metrów | 13 lipca 1996, Durham        | 31,61 |
| bieg na 400 metrów | 3 lipca 1996, Lozanna        | 44,15 |
| skok w dal         | 24 kwietnia 1993, Des Moines | 8,25  |